# 생물학적 펌프

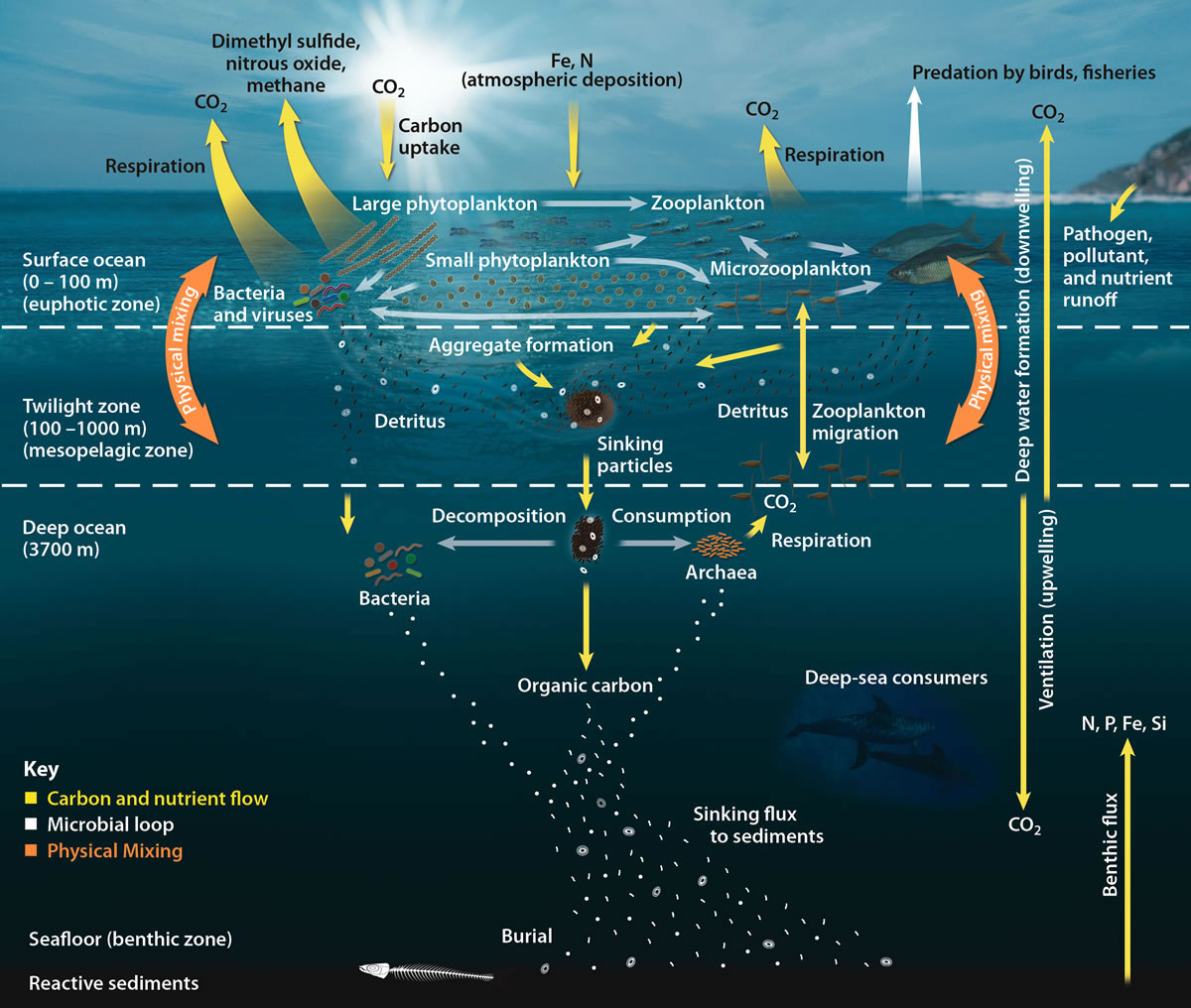

생물학적 펌프(biological pump) 또는 해양 탄소 생물학적 펌프 또는 생물학적 탄소 펌프는 대기와 육지 유출수에서 해양 내부와 해저 퇴적물로 바다가 생물학적으로 탄소를 격리하는 것이다. 즉, 이는 대기와 육지로부터 멀리 떨어진 심해에서 탄소를 격리시키는 생물학적 매개 과정이다. 생물학적 펌프는 물리적인 성분과 생물학적인 성분을 모두 함유한 '해양탄소펌프'의 생물학적 성분이다. 광합성(연조직 펌프) 중 식물성 플랑크톤에 의해 주로 형성된 유기물의 순환과 플랑크톤 및 연체동물(탄산염 펌프)과 같은 특정 유기체에 의해 껍질로 형성된 탄산 칼슘(CaCO3)의 순환을 담당하는 더 넓은 해양 탄소 순환의 일부이다.
생물학적 탄소 펌프의 예산 계산은 침전(해저로의 탄소 배출)과 재석회화(대기로의 탄소 배출) 사이의 비율을 기반으로 한다.
생물학적 펌프는 단일 프로세스의 결과라기보다는 생물학적 펌핑에 영향을 미칠 수 있는 여러 프로세스의 합이다. 전체적으로 이 펌프는 매년 약 10.2기가톤의 탄소를 바다 내부로 이동시키며, 평균 127년 동안 총 1300기가톤의 탄소를 배출한다. 이로 인해 탄소는 수천년 이상 대기와 접촉하지 않게 된다. 생물학적 펌프가 없는 바다에서는 대기 중 이산화탄소 수준이 현재보다 약 400ppm 더 높아질 것이다.